# Örmény katolikus egyház
Az örmény katolikus egyház (örményül: Հայ Կաթողիկէ Եկեղեցի) keleti katolikus egyház, amelynek a központja Bejrútban van.

## Története
Az Örmény Apostoli Egyház a 7. századtól többször tett kísérletet a Bizánccal, majd Rómával való unió érdekében. Grigorisz Vkajaszer (1073-85) Szent VII. Gergely pápával (1073-85) tárgyalásokat folytatott az unióról. 1198–1375 között további ilyen irányú részleges törekvések voltak, például az 1316-os adanai zsinaton. A firenzei uniós zsinat is csak részleges uniót ért el (1439. XI. 22.: Exsultate Deo uniós bulla).
A keresztes hadjáratok erőszakos cselekményei nem kerülték el a nyugati keresztényeket felszabadítóként váró örményeket sem, később viszont az örmény katolikusokat érték atrocitások az apostoli örmények részéről.
1602-ben Melkizedek katolikosz unióra lépett Rómával, ezért 1624-ben a keleti papok elől Lembergbe menekült. Unióját utóda, Nikol Torossowicz érsek megerősítette, így egészen 1944-ig a lengyelországi örmény egyház központja Lemberg lett.
A 18. század elején új kezdetet jelentettek a mechitáristák, azóta is ők az örmény katolikus egyház életének szervezői. 1740-ben két katolikus örmény püspök elismerte Apraham Ardzivjánt katolikosznak, aki felvette a Péter nevet, és I. Ábrahám Péter néven vezette az Örmény Katolikus Egyházat 1742–1749 között. XIV. Benedek pápa 1742-ben megerősítette az örmény katolikus patriarchátus megalakulását. Róma iránti tiszteletből minden pátriárka fölveszi a Péter nevet, és azt számozzák.
1827 telén Konstantinápolyból kb. 12 ezer örményt (családokat, szerzeteseket) űztek a tengerpartra, sokan vízbe fulladtak. Vagyonukat elkobozták, s csak erélyes francia tiltakozásra adták vissza. Miután sok örményt megöltek, a Porta elismerte az örmény katolikusokat.
1830-ban felállították a konstantinápolyi érsekséget, de az örmény katolikusokat hátrányos megkülönböztetések érték (kétszer annyi adót kellett fizetniük, mint az apostoli örményeknek). Az első világháború alatt súlyos veszteségeket szenvedett, főként a törökországi egyházmegyékben, ahol az örmény népirtás során a törökök nagyszámú katolikust öltek meg.

## Szervezete
Az Örmény Katolikus Egyházat 1928-ban egy Rómában tartott zsinat szervezte újjá. A patriarkátus székhelyét Bejrútba helyezték. A pátriárka címe: a Katolikus Örmények Kilíkiai Házának katolikosz-pátriárkája. XV. Gergely Péter (Agadzsanján) bíborosi rangot is kapott és a II. vatikáni zsinaton nagy hírnevet szerzett.
1999-ben XIX. Nerszész Péter Tarmúni pátriárka székhelye Bzommár, híveinek száma 392 ezer volt.
Egyházmegyéi 2004-ben:
- Franciaország (püspökség, Párizs, 1986-tól, 30 ezer hívő)
- Görögország (ordinariátus, Athén, 1925-től, 600 hívő)
- Kelet-Európa (ordinariátus, 1991-től, székhelye Gjumri, Örményország, 220 ezer hívő)
- Románia (ordinariátus, 2004: személyi unióban a gyulafehérvári római katolikus érsekkel, 823 hívő)
- Ukrajna (érsekség, Lviv a 14. században alakult, 1630-tól katolikus, az 1939-es szovjet megszállással kezdődött teljes felszámolása, betöltetlen, a hívek száma ismeretlen, 1939-ben 5000, 2004-ben csak de jure létezik)
- Lengyelország (ordináriátus, 1981-től, 2004-ben személyi unióban a varsói római katolikus érsekséggel)

1963-ban Bécsben, Velencében, Rómában, a franciaországi Le Pec-ben és Libanonban összesen hét örmény papi szeminárium működött.

## Liturgia
Az örmény mise lényege ugyanaz, mint valamennyi más rítus szerinti miséé.
Két alapvető részből áll: a tanító részben a Szentírásból olvasnak részleteket, míg az áldozati részben Jézus Krisztus áldozatának megújítása történik.
A kenyér és a bor átváltoztatása után a hívek a szentáldozás során részesülnek Krisztus testében és vérében. Az örmény mise sajátossága egyfelől az eltérő szerkezetben, szövegekben és a gazdag kidolgozottságban rejlik, másfelől a keleti liturgiák szemlélete tükröződik benne.
Az Örmény Egyház szertartásai hasonlóak a római rítus szertartásaihoz:
- Szentmise: Örmény neve Szurp Badarak, amely ezt jelenti: ‘Szent Áldozat’, a szír kurbónó szó örmény fordítása. Erről lesz szó részletesebben a III. részben.
- Zsolozsma: Az örmények a következő imaórákat különböztetik meg: a) éjszakai, b) reggeli, c) napkeltei, d) tercia, e) szexta, f) nóna, g) esti, h) békességes, k) lenyugvási. A tercia, szexta, nóna úgy is ismeretes, mint a déli imaóra. De déli imaórának hívják az örmény mise első felét, az igeliturgiát is.
- Szentségek: Az örmény rítus ugyanazt a hét szentséget ismeri, mint a katolikus rítus, noha a tartalmuk különbözhet. Például az egyházirendben a mai napig megőrizték az ún. kisebb rendeket. Ezenkívül a nagy rendek közé is újabb fokozatok vannak iktatva. De míg a Katolikus Egyház három nagy fokozatot ismer: szerpap, pap, püspök, az örmények negyedikként a katolikosz fokozatát is külön rendként ismerik el. Az örmény rituáléban ezeken kívül még számos szentelmény és áldás található.
- Nagyheti szertartások: Az örmény rítusban a nagyheti szertartások szorosan kapcsolódnak a zsolozsmához, annak keretein belül végzik el a napnak megfelelő külön szertartást, pl. nagycsütörtökön a Lábmosás szertartását.
- Halotti liturgia: Az örmény rítus szerint nincsen gyászmise, viszont van külön halotti liturgia. Ezt a mise végébe ágyazva végzik, a misét lezáró áldás elé beszúrva.
- Egyéb ünnepi szertartások: A különböző nagyobb ünnepekhez különböző egyéb szertartások is csatlakoznak, mint pl. Úrjelenéskor (Vízkereszt) a szenteltvíz megáldása, vagy a szőlő megáldása Mennybevétel ünnepén.

## Szerzetesrendek
- Mechitaristák (lat. Ordo Mechitaristarum, OMech): 1701. IX. 8.: Szebasztei Mechitár alapította. Kelet bencéseinek, Kelet jezsuitáinak is nevezik őket. Céljai: Isten dicsérete, az örmény nemzet szolgálata és az örmény kulturális értékek megőrzése.

- Bzommári Pátriárkai Kongregáció: 1749-ben I. Ábrahám Péter katolikosz-pátriárka alapította a patriarkátus plébániáinak és misszióinak lelki gondozására. 1963-ban 40 tagja volt.
- Szeplőtelen Fogantatás Örmény Nővérei: Hádzsi Ándonján Szörpuhi alapította 1847-ben Isztambulban, Andon Hászunján bíboros támogatásával. Fő célja az örmény gyermekek vallási-erkölcsi nevelése.